# Dasycera imitatrix
Dasycera imitatrix is een vlinder uit de familie Oecophoridae. De wetenschappelijke naam is voor het eerst geldig gepubliceerd in 1847 door Zeller.
De soort komt voor in Europa.